# 6 brumaire
6 vendémiaire 6 frimaire
Le sextidi 6 brumaire, officiellement dénommé jour de l'héliotrope, est le 36e jour de l'année du calendrier républicain.
C'était généralement le 27e jour du mois d'octobre dans le calendrier grégorien.